# Burchard-Bélaváry Konrád
Burchard-Bélaváry Konrád [1891 előtt Burchard] (Eperjes, 1837. március 23. – Budapest, 1916. július 2.) magyar közgazdász, politikus, főrend, a pesti hengermalom volt igazgatója, később alelnöke.

## Családja

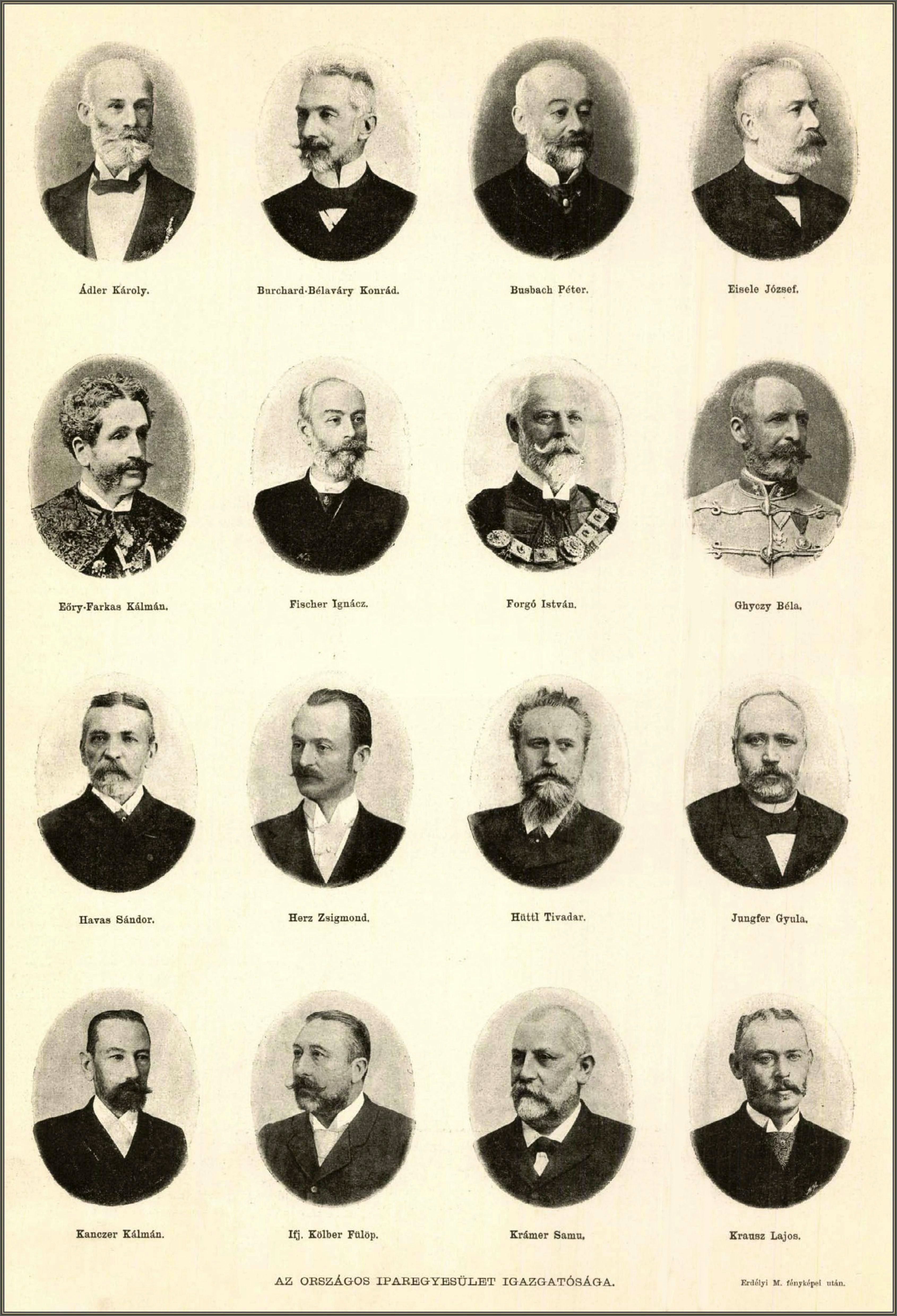
Arcképe az Országos Iparegyesület igazgatósági tagjai között 1893-ban.

Szülei Burchard János Vilmos (1795-1881) és Wiemuth Karolina (1800-1879). Testvérei Burchard-Bélaváry Ottília és Béla. Felesége Fuchs Auguszta (1847-1903), akivel 1868. január 11-én kötött házasságot. Fuchs Auguszta Fuchs Rudolf lánya, Fuchs János Sámuel püspök unokahúga, Schulek Vilmos professzor lánytestvére. 

Nevelt fia Oláh Gusztáv (1857–1944) orvos, neurológus. Unokája Burchard-Bélaváry Erzsébet (1897–1987) pedagógus.

## Élete
Szülővárosában elvégezte a kollégiumot, majd berlini kereskedelmi akadémián tanult, s ezután a kereskedelmi pályára lépett. Danzigban egy gabonakereskedő és hajózási vállalkozásnál dolgozott, 1862-ben tért haza külföldi tanulmányútjáról. 1864-től a Széchenyi István gróf által alapított Hengermalom Társaság szolgálatába állott, ahol szorgalma és tehetsége 1876-ra az igazgatói székbe emelték. 1892-től 1905-ig a társaság alelnöke, 1906-tól 1916-ig elnöke volt.
Minden erejét a magyar lisztipar fejlesztésének szentelvén, kitartással és sikerrel működött közre a malomipari tanfolyam szervezésében és a magyar lisztipar kiviteli érdekeinek előmozdítása körül. Elnöke volt az országos iparegyesület malomipari szakosztályának, egyik kezdeményezője az országos malomegyesületnek, melynek elnöke is volt. A világhírű malomipar együttes érdekeinek képviselete körül kül- és belföldi kiállításokon sikerrel és hatással működött közre, szóval a magyar malomiparosok között vezérszerepet vitt. Ez érdemeit méltányolta az uralkodó, midőn a főrendiháznak újjászervezése alkalmával 1885-ben annak tagjává kinevezte. Burchard-Bélaváry a magyar nagyiparnak első kinevezett képviselője volt a főrendiházban; kinevezése után csakhamar a pénzügyi bizottság tagja lett. A király 1891. november 23-án kelt elhatározásával magyar nemességet adományozott számára, s megengedte, hogy ő és Béla, velencei földbirtokos testvére a Burchard-Bélaváry nevet viselhesse, valamint családi címert is adományozott neki.
1884 és 1896 között egyúttal Brazília tiszteletbeli budapesti főkonzulja volt. Részt vett 1873-ban a bécsi, 1878-ban pedig a párizsi világkiállításon. 1885-ben és 1986-ban a budapesti országos kiállítás csoportzsűri-elnöke volt. 1896-től a Nemzeti Casino tagja volt.
A Arany Érdemkereszt (1879), a Ferenc József-rend lovagja (1882). Az 1916. június 18-i miniszteri rendelettel kinevezett Osztrák Császári Lipót-rend lovagjaként halt meg, mielőtt a díszítést átadták.

## Főbb művei
- A Centro da Lavoura e Commercio brazíliai kávégyűjteménye az 1885. évi budapesti országos kiállításon. (Bp., 1885)
- Rapport sur l’état de la meunerie en Hongrie. (Bp., 1887)
- A malomipar az ezredéves országos kiállításon. (Bp., 1898)